# Newhaven (East Sussex)
Newhaven – miasto w Anglii, w hrabstwie East Sussex, w dystrykcie Lewes, położone nad ujściem rzeki Ouse do kanału La Manche, 80 km na południe od Londynu. W 2007 miasto liczyło 12 026 mieszkańców.